# Perigea punctata
Perigea punctata är en fjärilsart som beskrevs av Köhler 1979. Perigea punctata ingår i släktet Perigea och familjen nattflyn. Inga underarter finns listade i Catalogue of Life.